# Rosamunde Pilcher
Rosamunde Pilcher [ˈɹəʊzəmʊnd ˈpʰɪɫtʃʰə], OBE (născută Scott; n. 22 septembrie 1924, Lelant⁠(d), St Ives, Anglia, Regatul Unit – d. 6 februarie 2019, Longforgan⁠(d), Perth and Kinross, Scoția, Regatul Unit) a fost o scriitoare britanică. Până în anul 1965 Rosamunde Pilcher și-a semnat scrierile cu pseudonimul Jane Fraser. O mare parte din romanele ei au fost transpuse pe ecran.

### Romane semnate ca

#### Jane Fraser
- The Brown Fields (1951)
- Dangerous Intruder (1951)
- Young Bar (1952)
- A Day Like Spring (1953)
- Dear Tom (1954)
- Bridge of Corvie (1956)
- A Family Affair (1958)
- The Keeper's House (1963)
- A Long Way from Home (1963)

#### Rosamunde Pilcher
- A Secret to Tell (1955)
- On My Own (1965)
- Sleeping Tiger (1967)
- Another View (1969)
- The End of Summer (1971)
- Snow in April (1972)
- The Empty House (1973)
- The Day of the Storm (1975)
- Under Gemini (1976)
- Wild Mountain Thyme (1979)
- The Carousel (1982)
- Voices in Summer (1984)
- The Shell Seekers (1988)
- September (1990)
- Coming Home (1995)
- The Key (1996)
- Shadows (1999)
- Winter Solstice (2000)